# Peri Mirim
Peri Mirim là một đô thị thuộc bang Maranhão, Brasil. Đô thị này có diện tích 405,295 km², dân số năm 2007 là 11729 người, mật độ 28,94 người/km².